# 和鳴喈
和鳴喈（1622年7月3日—？年），字爾音，號二媚，山西翼城縣陵下村人，清初政治人物。

## 生平
明崇禎十二年（1639年）己卯科舉人。明末曾任李自成政權偽官。清順治二年任河南武陟縣知縣，調四川順慶府鄰水縣知縣。